# Raúl Olivo
Raúl Olivo(Caracas, 8 de enero de 1976) es un actor, modelo y cantantevenezolano.
Durante su carrera estuvo nominado como Artista revelación en los Premios Disco del año 2011 de TVE (Televisión Española).

## Carrera
Comenzó su carrera en mundo artístico destacándose como modelo en pasarelas internacionales para reconocidas marcas como Hugo Boss AG, Calvin Klein, Tommy Hilfiger, Jockey, Polar, Pepsi, Coca-Cola, Ford Motor Company, Vértigo entre otras.
Su preparación a nivel musical y actoral comenzó en 2004 e incluyó reconocidas academias como Corazza Estudio (Madrid), Centro de Estudio Actoral CEA (México), Lesly Khan (Los Ángeles), Vocal Power (Los Ángeles), Curso Intensivo Actoral Alina Rodríguez (México) y Centro Integral de Formación Actoral Luz Columba – CIFALC (Miami). 
Asimismo, posee licenciatura en Administración de Empresas.
Posteriormente incursionó en mundo de actuación participando en varias producciones como Ángel rebelde (Estados Unidos 2004), Si me amas mata a mi marido (Colombia 2006), Con los hombres no hay manera (Decisiones – Colombia 2006), Acorralada (Estados Unidos 2007), Isla Paraíso (Estados Unidos – Webnovela 2008), Todo por amor (Estados Unidos – Webnovela 2008) y Amor comprado (Estados Unidos – 2009). Adicionalmente, ha participado en películas como Tocando fondo (Venezuela 2009), The longest minute of my life (Madrid 2010) y El Hijo de mi Marido (Venezuela 2012).
En 2015, actuó de mano de Televisa de México donde hizo su debut en el papel de Motor en Que te perdone Dios.
En 2016, viajó a España para convertirse en Augusto Valenzuela en la serie Perdóname, Señor junto a Paz Vega, Stany Coppet, Paco Manzanedo entre otrospara luego devolverse a México para la filmación de bioserie Hoy voy a cambiar (México 2017) inspirada en la vida de Lupita D'Alessio en la que interpretó a Raúl Sabdul (Sabú), una de las parejas de la cantante transmitida por canal Las Estrellas de Televisa y galardonada en 2018 con Premio TVyNovelas como Mejor Serie.
También a finales del 2017 encarnó a Jorge en la serie La bella y las bestias producida en la Ciudad de México.
Formó parte del gran elenco de la exitosa serie española Servir y proteger como Alejandro Somoza, un narcotraficante colombiano.
Respecto a música, su primera y producción discográfica hasta ahora es Mi Forma de Vivir, disco producido en las ciudades de Madrid y Miami que salió a la venta en julio del 2011. Algunas canciones que destacan: "Te Prometí", "Don't You Know", "Mi Forma de Vivir", "Enamorado" y "Sin Darnos Cuenta". Temas disponibles en más de 300 tiendas digitales en mundo.
Reconocido dos veces por People en Español como uno de los 25 solteros más cotizados, también desarrolló su inclinación por artes marciales, Kick boxing y Karate (estilo Wadō - ryū) logrando posicionarse como campeón interno de Kick boxing en Venezuela y segundo en el campeonato mundial de Karate.

## Filmografía

### Series
| Año  | Título                        | Personaje           |  |
| ---- | ----------------------------- | ------------------- |  |
| 2018 | Servir y proteger             | Alejandro Somoza.   |  |
| 2017 | La bella y las bestias        | Jorge.              |  |
| 2017 | Hoy voy a cambiar             | Raúl Sabdul (Sabú)  |  |
| 2016 | Perdóname, Señor              | Augusto Valenzuela. |  |
| 2014 | Que te perdone Dios           | Jaime Díaz "Motor". |  |
| 2013 | La virgen de la calle         | Manolo.             |  |
| 2009 | Amor comprado                 | Enrique.            |  |
| 2008 | Isla Paraíso                  | Ulises.             |  |
| 2008 | Todo por amor                 | Reinaldo            |  |
| 2007 | Acorralada                    | Emilio Linares.     |  |
| 2006 | Con los hombres no hay manera |                     |  |
| 2006 | Si me amas, mata a mi marido  |                     |  |
| 2004 | Ángel rebelde                 | Álvaro Reyes.       |  |

### Películas
| Cine | Cine                          | Cine      | Cine |
| Año  | Título                        | Personaje |      |
| ---- | ----------------------------- | --------- | ---- |
| 2012 | El hijo de mi marido          |           |      |
| 2010 | The longest minute of my life |           |      |
| 2009 | Tocando fondo                 |           |      |